# Зніт кільчастий
Зніт кільчастий (Epilobium alpestre) — вид квіткових рослин родини онагрових (Onagraceae).

## Біоморфологічна характеристика
Це трав'яниста багаторічна рослина 20–100 см заввишки. Кореневище коротке з підземними виступами, товсте, пряме. Стебла з 2 або 4 виступаючими лініями, шорсткі (також із залозистими волосками на верхівці), прямовисні, розгалужені на верхніх 1/3. Листки довгасто-яйцюваті, розміщені в кільцях по 3(4) (часто 1–2 на зверху), рідко супротивні, на краю коротко й віддалено-зубчасті, загострені, зверху голі, знизу на жилках коротко запущені, 2.5–10 см завдовжки, сидячі, частково охоплюють стебло, блискучі. Волоть злегка подовжена. Квітки досить великі, перед розпусканням стають пониклими. Пелюстки від ліловато-рожевих до червоно-пурпурних, 6–15 мм завдовжки, обернено серцеподібні, майже вдвічі перевищують чашечку. Ципсели подовжені, обернено-яйцеподібні, плоско-опуклі, звужені біля основи, верхівка тупа, 1.6–1.8 × 0.6–0.8 мм. 2n=36.

## Поширення
Росте на південному сході Європі (Албанія, Австрія, Ліхтенштейн, Болгарія, Чехія, Словаччина, Франція, Німеччина, Греція, Італія, Північний Кавказ, Польща, Румунія, Іспанія, Швейцарія, Україна, Боснія і Герцеговина, Македонія, Чорногорія, Сербія, Словенія, Хорватія), заході [Західна Азія|Азії]] (Грузія, Туреччина).
Росте на вологих луках, уздовж джерел і струмків у субальпійському поясі.
В Україні вид росте на вологих луках, біля джерел у субальпійському поясі — у лісах Карпат